# 単騎、千里を走る。
『単騎、千里を走る。』（たんき、せんりをはしる、原題：千里走単騎）は、2005年の中国・日本合作映画。監督は張芸謀（チャン・イーモウ）。日本編の監督を降旗康男が務めた。主演は高倉健。
中国雲南省を舞台に父と子のつながりを描いた作品で、原題は『三国志演義』の第27話にある関羽が一時仕えていた曹操のもとを出奔して旧主劉備にもとへ帰った故事「六将を斬りて五関を過ぐ」（zh）を独立させた小説『千里走単騎』から。

## あらすじ
長年疎遠だった息子が病に倒れたことを知らされる父親。民俗学者である息子がした中国の仮面劇（儺戯）(en)役者との約束を代わりに果たすため、単身中国に渡る。

## キャスト
- 高田剛一 （父親） - 高倉健
- 邱林（チュー・リン、案内人） - 邱林
- 李加民（リー・ジャーミン、仮面劇役者） - 李加民
- 楊楊 （ヤンヤン、李加民の子供） - 楊振波（ヤン・ジェンボー）
- 蔣雯（ジャン・ウェン、旅行会社ガイド） - 蔣雯
- 高田健一 （息子） - 中井貴一 （声の出演）
- 高田理恵 （健一の妻） - 寺島しのぶ